# Olivier Brouzet
Pour les articles homonymes, voir Brouzet.

a Compétitions nationales et continentales officielles uniquement.

b Matchs officiels uniquement.
Dernière mise à jour le 1er août 2023.
Olivier Brouzet, né le 22 novembre 1972 à Béziers, est un joueur de rugby à XV évoluant au poste de deuxième ligne. Il est sélectionné à 71 reprises en équipe de France.

## Biographie
Olivier Brouzet est le fils de Yves Brouzet, athlète français qui détient le record français de lancer du poids de 1973 à 2007. Il est marié à Valérie Cousset une joueuse de handball internationale espoir qui a évolué en D1 à Mios-Biganos. Leur fils, Hugo, est champion du monde jeunes de handball en 2017 et a signé en 2019 son premier contrat professionnel au Chambéry Savoie Mont Blanc Handball. Olivier Brouzet est aussi l'oncle de Thomas Jolmès.
Olivier Brouzet commence le rugby au RC Seyssins avant de continuer au FC Grenoble. Il fait ses débuts en équipe première en 1990.
Il fait partie de l'équipe des Mammouths de Grenoble qui est vice-champion de France 1993, défait 14 à 11 par le Castres olympique sur une erreur d'arbitrage, dans une finale considérée comme l'un des plus gros scandales du rugby français. Il marque également un essai qui sera refusé aux Mammouths grenoblois ce soir-là.
Le 6 septembre 1994, il joue son premier match avec les Barbarians français contre les Barbarians au stade Charlety à Paris. Les Baa-Baas s'imposent 35 à 18.
Il reste au FC Grenoble jusqu'en 1996 lorsqu'il part jouer au Club athlétique Bordeaux Bègles Gironde où il reste quatre saisons jusqu'en 2000. Puis il passe deux saisons en Angleterre avec les Northampton Saints avant de revenir en France deux saisons avec l'ASM Clermont et une saison avec le Stade français Paris.
En novembre 2004, il est sélectionné une deuxième et dernière fois avec les Barbarians français pour jouer contre l'Australie au stade Jean-Bouin à Paris. Les Baa-Baas s'inclinent 15 à 45.
En 2005, il participe avec le Stade français à la finale de Coupe d'Europe face au Stade toulousain au Murrayfield Stadium à Édimbourg. Il commence le match sur le banc puis remplace Mike James à la 54e minute. À l'issue du temps réglementaire, les deux équipes sont à égalité, 12 à 12, mais les toulousains parviennent à s'imposer 12 à 18 à l'issue des prolongations.
Il travaille pour l'Union Bordeaux Bègles en tant que directeur du développement auprès du président Laurent Marti de 2007 au 31 décembre 2020.

## Palmarès

### En club
- Championnat de France de première division :
  - Vice-champion (2) : 1993[20] (FC Grenoble)[21] et 2005 (Stade français)
  - Demi-finaliste (2) : 1992 et 1994 (FC Grenoble)

- Coupe d'Europe : 
  - Finaliste (1) : 2005 (Stade français)

### En équipe nationale
- Vice-champion du monde en 1999
- Grand Chelem en 1998 et 2002
- Coupe latine en 1995 et 1997
- Coupe du monde universitaire : 1992 et 1996 (seul français à avoir remporté deux titres dans cette compétition[réf. nécessaire])

## Statistiques en équipe nationale
- 72 sélections de 1994 à 2003
- 10 points (2 essais)

### Tournoi des Six Nations
| Édition           | Rang | Résultats France | Résultats Brouzet | Matchs Brouzet |
| ----------------- | ---- | ---------------- | ----------------- | -------------- |
| Cinq Nations 1994 | 3    | 2 v, 0 n, 2 d    | 1 v, 0 n, 0 d     | 1/4            |
| Cinq Nations 1995 | 3    | 2 v, 0 n, 2 d    | 1 v, 0 n, 2 d     | 3/4            |
| Cinq Nations 1996 | 3    | 2 v, 0 n, 2 d    | 0 v, 0 n, 1 d     | 1/4            |
| Cinq Nations 1998 | 1    | 4 v, 0 n, 0 d    | 4 v, 0 n, 0 d     | 4/4            |
| Cinq Nations 1999 | 5    | 1 v, 0 n, 3 d    | 1 v, 0 n, 3 d     | 4/4            |
| Six Nations 2000  | 2    | 3 v, 0 n, 2 d    | 3 v, 0 n, 2 d     | 5/5            |
| Six Nations 2002  | 1    | 5 v, 0 n, 0 d    | 4 v, 0 n, 0 d     | 4/5            |
| Six Nations 2003  | 3    | 3 v, 0 n, 2 d    | 3 v, 0 n, 2 d     | 5/5            |

Légende : v = victoire ; n = match nul ; d = défaite ; la ligne est en gras quand il y a Grand Chelem.

### Coupe du monde
- En Coupe du monde :
  - 1995 : 3 sélections (Tonga, Côte d'Ivoire, Angleterre)
  - 1999 : 6 sélections (Canada, Namibie, Fidji, Argentine, Nouvelle-Zélande, Australie)
  - 2003 : 5 sélections (Fidji, Japon, Écosse, États-Unis, Irlande)

| Édition             | Rang      | Résultats France | Résultats Brouzet | Matchs Brouzet |
| ------------------- | --------- | ---------------- | ----------------- | -------------- |
| Afrique du Sud 1995 | Troisième | 5 v, 0 n, 1 d    | 3 v, 0 n, 0 d     | 3/6            |
| Royaume-Uni 1999    | Finaliste | 5 v, 0 n, 1 d    | 5 v, 0 n, 1 d     | 6/6            |
| Australie 2003      | Quatrième | 5 v, 0 n, 2 d    | 5 v, 0 n, 0 d     | 5/7            |